# Kel-Tec PMR-30半自動手槍
Kel-Tec PMR-30是一款由槍械設計師喬治·凱爾格倫所設計、美国佛罗里达州可可市槍械公司Kel-Tec數控工業公司所生產的全尺寸型半自動手槍，在2011年對民用市場推出，發射.22溫徹斯特麥格農口徑手枪子彈。
Kel-Tec PMR-30在2010年的SHOT Show（美國著名槍展）之中首次推出。

## 歷史和設計細節
Kel-Tec PMR-30採用了直接後座作用的槍機，加上膛室內部的凹槽，便大大減少了抽殼時彈殼和槍膛之間的摩擦力。它具有23牛頓（3.5至5磅力）扣力的單動操作扳機和在底把後端的手動安全裝置。它的膛室是特別為了發射.22溫徹斯特麥格農子彈而設計的，由於該子彈的彈殼長度比常見的.22 LR運動步槍子彈更長和更大裝藥量，膛室內加工有橫向的環形凹槽，發射時彈殼膨脹變形陷進凹槽裡，抽殼阻力增大，以達到延遲後座的目的。這樣的自動方式在現代手槍中不多見。如此設計可以防止炸殼及套筒後座速度過大。而其原廠可拆卸式彈匣具有30發的容量，彈匣釋放按鈕的位置並不是在常見的扳機護環的後部，而是位於握把的下方。當大部分解此槍時只需要移除位於槍身中間的一根插梢。
Kel-Tec PMR-30大量採用了聚合物製造，以節省重量和成本，並使用钢製套筒和槍管以及鋁合金製握把內部底把。PMR-30亦採用內置式擊錘，純雙動操作扳機（英語：Double action only，簡稱：DAO）射擊。
Kel-Tec PMR-30採用的機械瞄具是由裝有氚光光纖的缺口式照門及片狀準星所組成的三點式準星。套筒上還具有四個預鑽安裝孔，可以很像戰術型FNP-45／FNX-45那樣直接裝上小型反射式瞄準鏡。還在套筒下、底把的扳機護環前方的防塵蓋整合了一條全防塵蓋尺寸型MIL-STD-1913式戰術燈安裝導軌，以安裝各種戰術燈、雷射瞄準器和其他戰術配件。
自從其最初向市場推出以後，由於早期型使用設計的問題，PMR-30已經經歷過多次的改進。其槍管的膛線纏距增加至1：11，以更好地穩定子彈和減少彈頭翻滾（英語：Key-holing）。底把使用了一種更強固，輕質感的聚合物。這樣就消除了可在早期型的底把上看到的底把前部和槍管之間很大的空位而造成的下垂。這樣也讓底把減少了其外觀發出的光，和減少了在手握時的光滑感。在後膛中加入更多的金屬作為補強，以完全覆蓋已裝填的子彈的凸出底緣，推斷是在發生了彈殼解體的事件以後，為了增加了使用者的安全而增設的。更多方面的進一步改進以及新的設計包括了可以擰松螺絲以調整準星偏差，和在套筒上刻有“.22 WMR”字樣。
Kel-Tec也推出一根PMR-30專用的延長的127毫米（5英吋）槍口螺紋槍管與鋁合金製消焰器，減少大量的逸出氣體所產生的槍口焰。

## 彈道
雖然一發標準的40格令.22溫徹斯特麥格農子彈在約187焦耳（355英尺／磅）的槍口能量（能量＝0.5×重量×速度2／7,000／32.175）達到近609.58米／秒（2,000英尺／秒）的槍口初速，但畢竟以短槍管手槍發射時的速率和能量都是明顯地低於以步槍射擊的。PMR-30發射一發標準的40格令.22馬格南子彈的速度和能量大約等於.22 LR口徑步槍發射一發標準的40格令.22 LR子彈。其槍口初速為365.75米／秒（1,200英尺／秒）而其槍口能量則為172.18焦耳（127英尺·磅）。而使用更輕的彈頭和專門為了給手槍使用而生產的裝藥使燃燒速度更快的的各種.22馬格南彈藥，可以預計會達到更高的槍口初速和更大的槍口能量。

## 資料來源
1. 1 2 3 4 5 6 7 8 9 10 11 12 13 14 15 16 17  . Kel-Tec.   [August 15, 2010]. （原始内容存档于2013年9月22日）.
2. 1 2 3 4 5 6 7  . Gun Reports. November 23, 2009  [August 15, 2010]. （原始内容存档于2020-11-12）.
3. ↑  .   [2011-06-27]. （原始内容存档于2010-12-18）.
4. ↑  .   [2018-08-05]. （原始内容存档于2018-12-20）.
5. 1 2  .   [2012-09-18]. （原始内容存档于2017-06-08）.
6. ↑  .   [19 August 2012]. （原始内容存档于2012-06-29）.
7. ↑  .   [19 August 2012]. （原始内容存档于2014-02-18）.
8. ↑  . Chuck Hawks.   [20 August 2012]. （原始内容存档于2012-04-27）.

## 外部連結
- （英文）—官方网站
- （英文）—YouTube上的PMR-30 90 rounds in 25 seconds
- （英文）—YouTube上的PMR-30 Review
- （英文）—YouTube上的Kel-Tec PMR-30 Accuracy Demonstration
- （英文）—Modern Firearms—Kel-Tec PMR-30 pistol （页面存档备份，存于）
- （英文）—The Firearm Blog.com—
  - Kel-Tec PMR-30 pistol （页面存档备份，存于）
  - Myth Busting: .22 Magnum vs. 5.7x28mm （页面存档备份，存于）
  - Kel-Tec PMR 30 SMG Prototype （页面存档备份，存于）
  - Kel-Tec PMR-30 .22 Magnum video and review （页面存档备份，存于）
  - Kel-Tec PMR-30 Pistol Shortage Explained （页面存档备份，存于）
  - Gun Design Engineer answers your questions （页面存档备份，存于）
  - Kel-Tec apologizes and explains PMR-30 delay （页面存档备份，存于）
  - FPS view of Miami Vice subgun match （页面存档备份，存于）
  - Kel-Tec PMR-30 production suspended （页面存档备份，存于）
  - Kel-Tec PMR-30 Ammo Recommendations （页面存档备份，存于）
  - Review of the PMR-30 （页面存档备份，存于）
  - Enter to win a PMR-30 from Kel-Tec! （页面存档备份，存于）
  - Top 5 Guns I Regret Buying （页面存档备份，存于）
- （英文）—The Truth About Guns.com—
  - Kel-Tec: We Will Sell No PMR-30 Before It’s Time. Oh Wait. We Will. （页面存档备份，存于）
  - Kel-Tec PMR-30: Is This the World’s Ugliest Submachine Gun? （页面存档备份，存于）
  - Kel-Tec Struts Its PMR-30 （页面存档备份，存于）
  - Kel-Tec Stops Making PMR-30: “Bullet Tumbles Rather Than Spins” （页面存档备份，存于）
  - Gun Review: Kel-Tec PMR-30 （页面存档备份，存于）
  - Kel-Tec Uses 3D Printing in RMR-30 Design （页面存档备份，存于）
  - A Double-Stack Magazine For Rimmed Cartridges? （页面存档备份，存于）
  - The Truth About Kel-Tec （页面存档备份，存于）
  - Kel-Tec’s Patented 33-Round .22LR Magazine （页面存档备份，存于）
  - Kel-Tec at the 2015 Texas Firearms Festival. Come and Shoot it! KSGs, SUB-2000s and PMR-30s For Sale! （页面存档备份，存于）
- （英文）—American Rifleman—The Kel-Tec PMR-30 （页面存档备份，存于）
- （英文）—Gunblast.com—
  - Preview of the Kel-Tec PMR-30 22 Rimfire Magnum Semi-Auto Pistol （页面存档备份，存于）
  - Kel-Tec PMR-30 22 Magnum Semi-Auto Pistol （页面存档备份，存于）
  - Simply Rugged Holsters for the Kel-Tec PMR-30 22 Magnum Pistol （页面存档备份，存于）
- （英文）—Tactical-Life.com—
  - KEL-TEC PMR-30 .22 MAGNUM （页面存档备份，存于）
  - Kel-Tec PMR 30 SMG Prototype （页面存档备份，存于）
- （英文）—Personal Defense World.com—
  - 20 Modern Rimfire Handguns From the COMPLETE BOOK OF RIMFIRES 2015 （页面存档备份，存于）
  - Gun Review: Kel-Tec’s Ultra-Lightweight PMR-30 （页面存档备份，存于）
- （简体中文）—D Boy Gun World（槍炮世界）—Kel-Tec PMR-30手枪 （页面存档备份，存于）